# André Chénier
André Chénier (30. října 1762 Konstantinopol – 25. července 1794 Paříž) byl francouzský básník, jedna z obětí kritické fáze Velké francouzské revoluce. Pro procítěný styl svého básnického díla bývá považován za jednoho z předchůdců romantického uměleckého směru. Za „zločiny proti státu“ byl ve věku 31 let odsouzen revolučním tribunálem k trestu smrti a gilotinován. Stalo se tak dva dny před pádem diktátora Maximiliena Robespierra, tedy těsně před koncem jakobínského teroru. Jeho bratr Marie-Joseph Chénier byl básníkem a dramatikem.
Jeho život je námětem velmi často uváděné opery Andrea Chénier italského skladatele Umberta Giordana. Fiktivní děj této opery nemění nic na působivosti jejího varování před nelidskostí teroru, ať je motivován jakkoliv.